# Santa Umiltà
Santa Umiltà, al secolo Rosanese Negusanti (Faenza, 1226 circa – Firenze, 22 maggio 1310), è stata una religiosa italiana, fondatrice di uno dei rami femminili della Congregazione vallombrosana dell'Ordine di San Benedetto. È venerata come santa dalla Chiesa cattolica.

## Biografia
La biografia di Umiltà ci è stata tramandata dalla stesura di due “Vite”;  una scritta in latino dal monaco vallombrosano Biagio tra il 1311 e il 1332 e l’altra in volgare, scritta da Silvestro Ardenti, appartenente al medesimo ordine, nel 1345. 
Di nobili natali, figlia dei nobili Elimonte e Ricchelda, viene battezzata con il nome di Rosanese. Sposò a quindici anni Ugolotto de' Caccianemici, al quale diede due figli morti entrambi infanti: nel 1250 i coniugi decisero di abbracciare la vita religiosa. Rosanese adottò il nome di Umiltà e fu monaca nel cenobio di Santa Perpetua di Faenza ove risiedevano le canonichesse di San Marco di Mantova, una congregazione istituita nel 1199 da Alberto Spinola. 
Nel 1254, alla ricerca di una unione più radicale con Dio, lasciò il chiostro e dopo alcune sistemazioni provvisorie si ritirò a vita eremitica in una celletta eretta da lei stessa presso l'abbazia vallombrosana di Sant'Apollinare. Attratte dal suo esempio numerose donne si unirono a lei ponendosi sotto la sua direzione spirituale, tanto che nel 1266, su consiglio del vescovo, Umiltà fondò il monastero di Santa Maria Novella della Malta dove si trasferì con le discepole. La comunità adottò delle costituzioni ispirate a quelle dei monaci di Vallombrosa.
Trasferitasi a Firenze nel 1281, fondò, l'anno successivo, il monastero di San Giovanni Evangelista (distrutto per far spazio alla Fortezza da Basso, già in via Faenza), dove si spense nel 1310.
Scrisse i Sermones, un insegnamento che racconta essere ispirato, e preceduto da tutta una serie di visioni, che fanno di lei, almeno in Italia, la prima dottoressa cristiana, precorritrice di Caterina da Siena.

## Culto
Le sue reliquie vennero riesumate intatte un anno esatto dopo la morte, il 6 giugno 1311, rivestite e ricollocate nella chiesa. Con la distruzione del cenobio, nel 1529 passò al monastero di Santa Caterina e poi di Sant'Antonio, poi nel 1534 in quello San Salvi per poi trovare la collocazione odierna nell'Ottocento, alla chiesa dello Spirito Santo di Varlungo presso Firenze.
Oggetto di devozione popolare sin dalla morte, il suo culto è stato approvato da papa Clemente XI il 27 gennaio del 1720; nel 1942 è stata dichiarata patrona della città di Faenza.
Memoria liturgica il 22 maggio.

## Iconografia

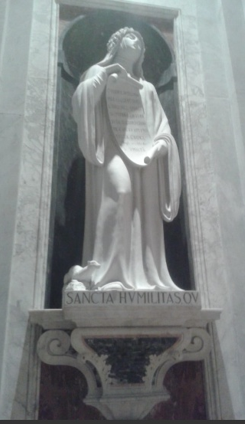
Statua di Santa Umiltà da Faenza sita nel transetto destro della chiesa del santuario della Madonna delle Grazie di Montenero, Livorno, opera di Cesare Tarrini (1946). Nel rotolo è riportata la frase tratta dalle opere della santa: «O Maria insegnami a leggere quel libro nel quale si impara la vera vita, il libro che fu aperto sulla croce».

Celebre è il polittico della beata Umiltà, con tredici episodi della sua vita realizzato da Pietro Lorenzetti verso il 1341, conservato presso la galleria degli Uffizi (due pannelli sono a Berlino).

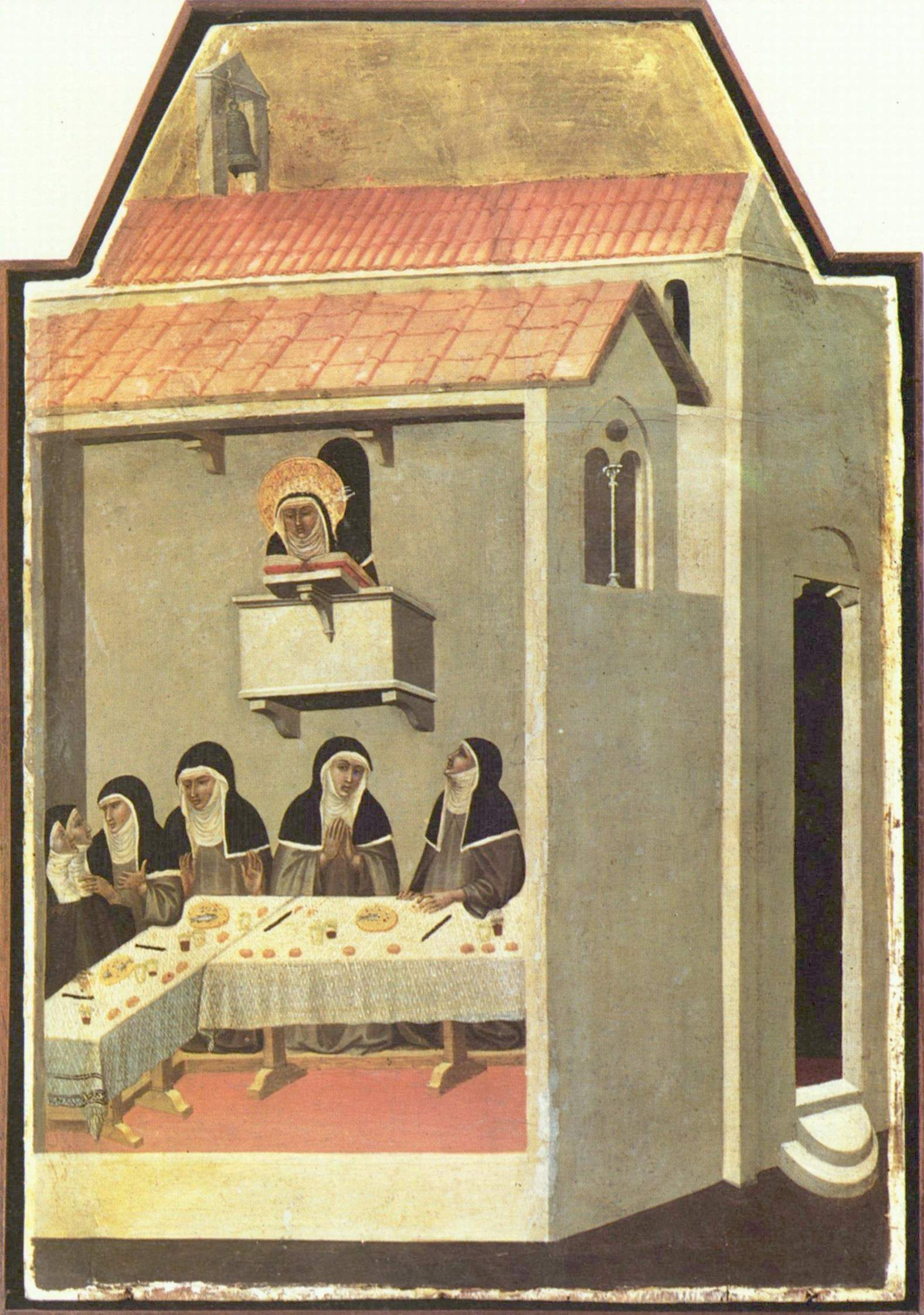
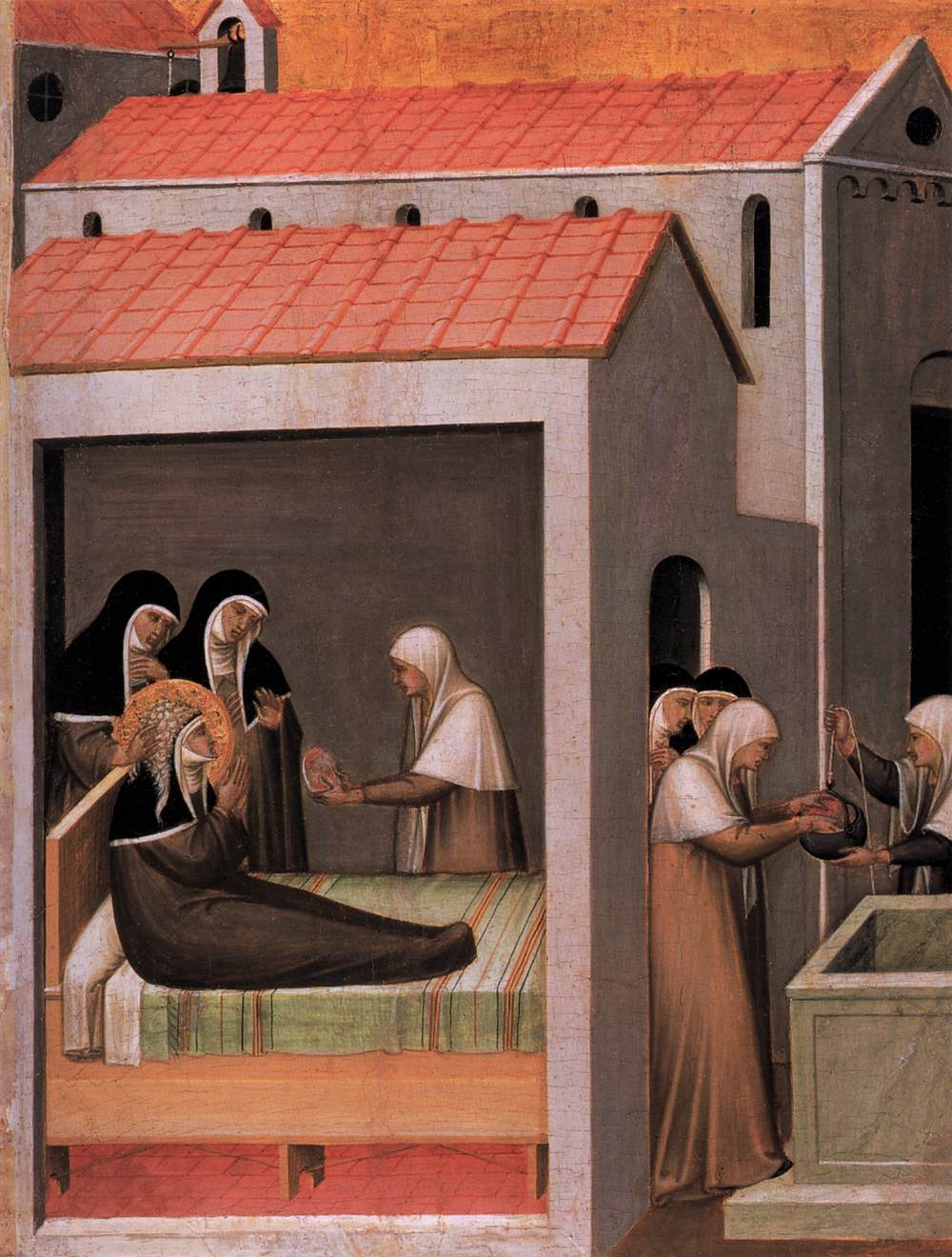
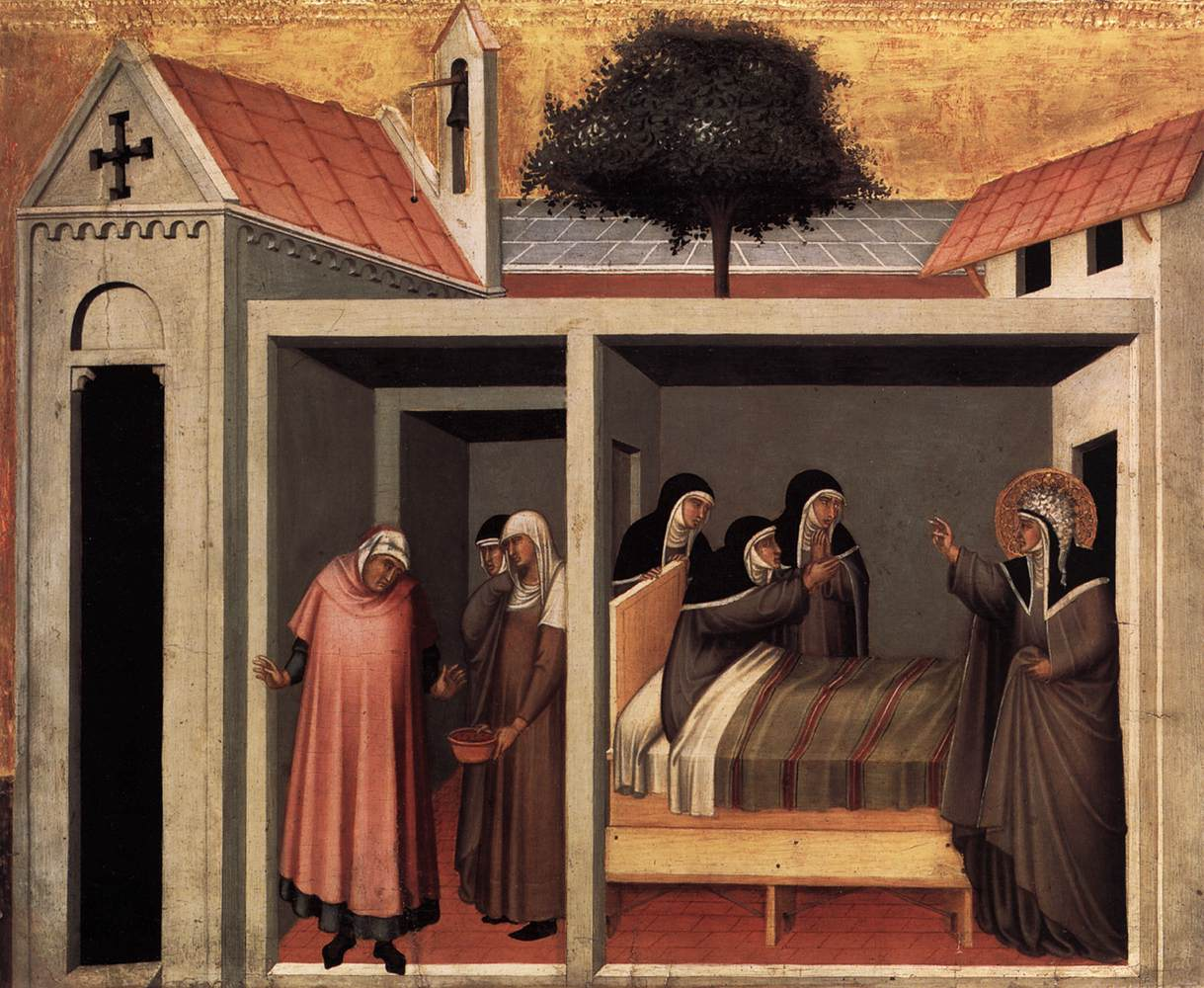
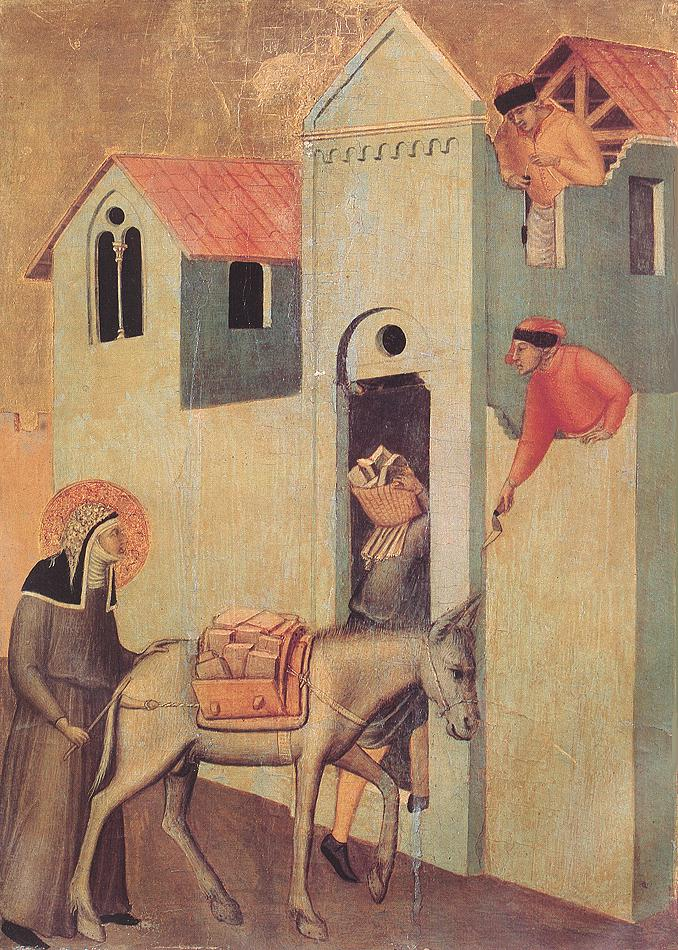